# Aeroporto Internazionale di Kuching
L'Aeroporto Internazionale di Kucking, spesso abbreviato in KIA, (malese: Lapangan Terbang Kuching) (IATA: KCH, ICAO: WBGG) è un aeroporto internazionale di ingresso malese situato sulla costa occidentale dell'isola del Borneo, a circa 11 chilometri a sud della città di Kuching nello Stato federato di Sarawak. La struttura è dotata di una pista di asfalto lunga 2454 m, l'altitudine è di 27 m, l'orientamento della pista è RWY 07-25. L'aeroporto è aperto al traffico commerciale.
Presso l'aeroporto è ospitato il 7º Squadrone della 2ª Divisione Aerea della Aeronautica Militare Malese.